# Mithrodia clavigera
Mithrodia clavigera is een zeester uit de familie Mithrodiidae.
De wetenschappelijke naam van de soort werd in 1816 gepubliceerd door Jean-Baptiste de Lamarck.